# Lorenz Karlitzek
Lorenz Karlitzek (['kaʁlit͡ʃɛk], * 17. Februar 1999 in Hammelburg) ist ein deutscher Volleyballspieler.

## Karriere
Karlitzek begann seine Karriere in seiner Heimatstadt beim TV/DJK Hammelburg. Außerdem spielte er parallel dazu mit dem Nachwuchsteam VC Olympia Kempfenhausen in der dritten Liga und in der U18-Mannschaft des TSV Unterhaching. Mit Hammelburg spielte er von 2015 bis 2017 in der Zweiten Bundesliga Süd. 2017 wechselte der U18-Nationalspieler zum deutschen Bundesligisten United Volleys Rhein-Main. Dort spielte er zusammen mit seinem älteren Bruder Moritz Karlitzek. In der Saison 2017/18 erreichte er mit dem Verein im DVV-Pokal und in den Bundesliga-Playoffs jeweils das Halbfinale. In der Saison 2018/19 schied er mit Frankfurt im DVV-Pokal und in den Bundesliga-Playoffs jeweils im Viertelfinale gegen die SVG Lüneburg aus. Außerdem nahm er an der Champions League teil, in der die Hessen als Neuling bis in die Gruppenphase kamen. Danach wechselte er zum Ligakonkurrenten TV Rottenburg. Der TV Rottenburg zog sich zum Ende der Saison 2019/2020 aus der ersten Liga zurück, woraufhin Karlitzek zu seinem alten Verein nach Hammelburg zurückkehrte und dort in der 2. Bundesliga Süd spielte.
2021 wechselte er zum Erstligisten Helios Grizzlies Giesen. In der Saison 2021/22 erreichte er mit dem Verein im DVV-Pokal und in der Bundesliga jeweils das Viertelfinale. Im DVV-Pokal 2022/23 kamen die Grizzlys ins Halbfinale, aber in den Bundesliga-Playoffs war erneut im Viertelfinale Schluss. 2023/24 erreichte der Verein das DVV-Pokal-Halbfinale und kam als Tabellenzweiter der Bundesliga-Hauptrunde auch ins Playoff-Halbfinale. Anschließend wechselte Karlitzek zum Ligakonkurrenten SVG Lüneburg.